# 曼尼普尔进步世俗联盟
曼尼普尔进步世俗联盟（英語：Manipur Progressive Secular Alliance，缩写为MPSA），前称世俗进步阵线或世俗进步联盟，是印度曼尼普尔邦的一个政党联盟，成立于2020年6月17日。

## 成员
- 印度国民大会党
- 印度共产党
- 印度共产党（马克思主义）
- 全印前进同盟
- 革命社会党